# Яффе, Филипп
Филипп Яффе (нем. Philipp Jaffé, 17 февраля 1819, Шверзенц — 3 апреля 1870, Виттенберге) — немецкий историк.

## Биография
Филипп Яффе родился 17 февраля 1819 года в Шверзенце в небогатой еврейской семье. 
Написав два исторических сочинения: «Geschichte Lothars von Sachsen» (Берлин, 1843) и «Geschichte des Deutschen Reichs unter Konrad III» (Ганновер, 1845), обратился к изучению источников и после 6-летнего труда издал «Regesta pontificum romanorum ad annum 1198» (Берлин, 1851). Так как антисемитские порядки в Германии закрывали ему дорогу к академической деятельности, он стал заниматься медициной и получил степень доктора медицины, но тему для своей диссертации выбрал историческую: «De arte medica XII saeculi». 
Медицину он скоро бросил, когда ему удалось сделаться сотрудником «Monumenta Germaniae Historica». Для этого издания Яффе сделал очень много, в частности издал так называемые Бамбергские анналы и анналы Германа Альтайхского (MGH, XVII, 1861). Но будучи недоволен отношением к нему Г. Г. Пертца, перестал работать над этим проектом и по ходатайству Леопольда фон Ранке в 1862 году был назначен профессором вспомогательных исторических дисциплин в Берлине, где среди его многочисленных слушателей был, в частности, Г. Х. Гильдебранд.
Его труды собраны в «Bibliotheca rerum Germanicarum» (Берлин, 1864—1872, 6 т.). 
Под влиянием душевного расстройства Филипп Яффе 3 апреля 1870 года покончил жизнь самоубийством.
Среди его известных учеников Август фон Друффель, немецкий историк.